# 韃靼布納雷區

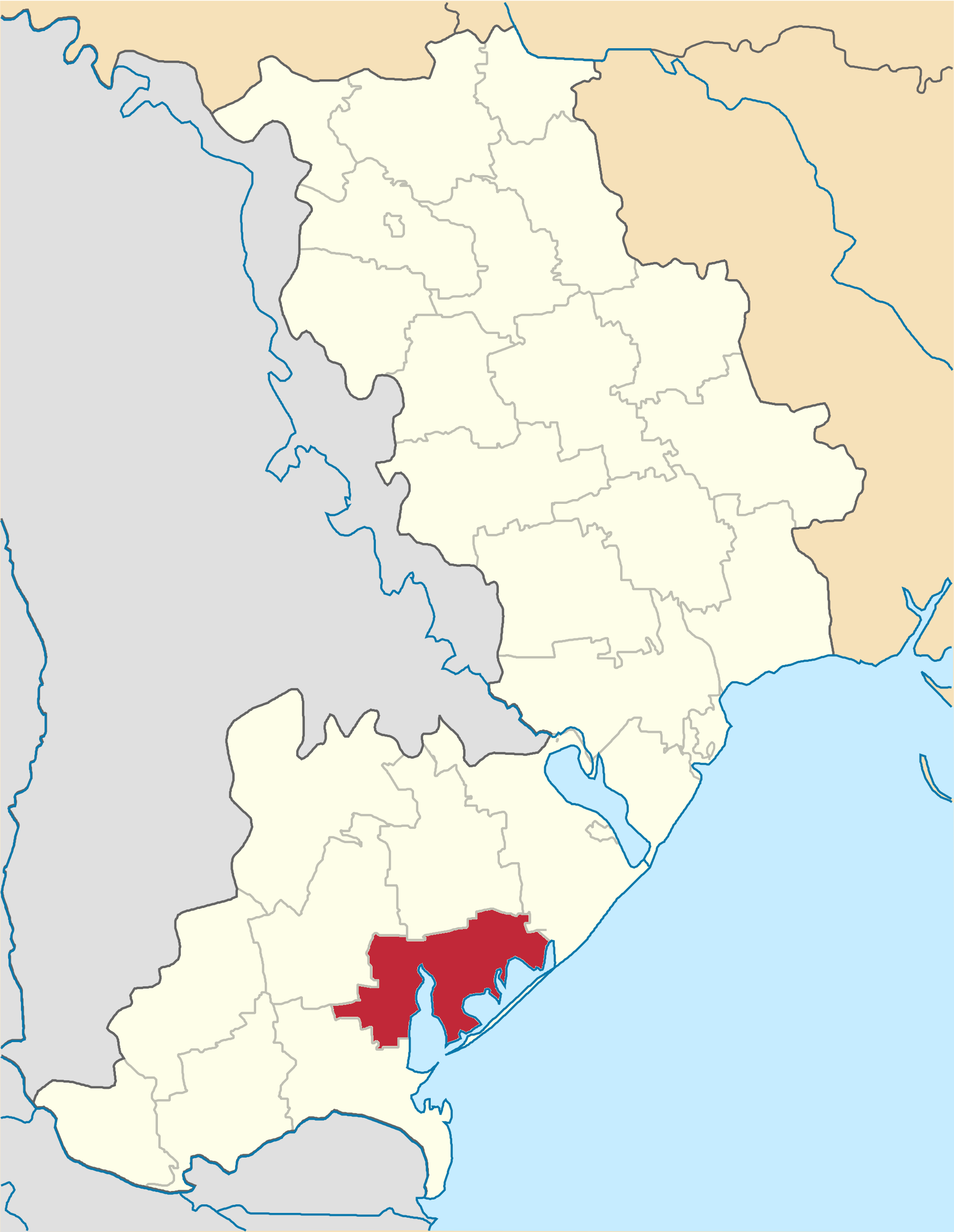
撤销前韃靼布納雷區在敖德萨州的位置

韃靼布納雷區（烏克蘭語：Татарбунарський район），曾是烏克蘭的一個區，位於該國西南部，由敖德薩州負責管轄，首府設於韃靼布納雷，面積1,748平方公里，2015年人口39,044，人口密度每平方公里22.34人。
该区在2020年7月18日的乌克兰行政区划改革中被撤销，改革后敖德萨州下分为7个区，韃靼布納雷區合并至別爾哥羅德-德涅斯特羅夫斯基區。